# Округ Онајда (Њујорк)
Округ Онајда (енгл. Oneida County) је округ у америчкој савезној држави Њујорк. По попису из 2010. године број становника је 234.878.

## Демографија
Према попису становништва из 2010. у округу је живело 234.878 становника, што је 591 (0,3%) становника мање него 2000. године.
| Група             | 2000.           | 2010.           |
| Белци             | 208.600 (88,6%) | 199.254 (84,8%) |
| Афроамериканци    | 13.521 (5,7%)   | 14.688 (6,3%)   |
| Азијати           | 2.722 (1,2%)    | 6.565 (2,8%)    |
| Хиспаноамериканци | 7.545 (3,2%)    | 10.819 (4,6%)   |
| Укупно            | 235.469         | 234.878         |